# 桂葆
桂葆（？—？），慈城桂氏，是一名清朝官员。桂葆曾于1858年接替常福出任金山县知县一职，然而在同一年由温纶接任。